# Tân Trường, Cẩm Giàng
Tân Trường là một xã thuộc huyện Cẩm Giàng, tỉnh Hải Dương, Việt Nam.
Xã Tân Trường có diện tích 8,53 km², dân số năm 1999 là 9463 người, mật độ dân số đạt 112 người/km².

## Địa lý
Tân Trường là một xã nằm ở phía Đông huyện Cẩm Giàng, nằm bên bờ trái sông Cẩm Giàng (sông Ghẽ). Xã có vị trí:
- Phía Bắc giáp thị trấn Cẩm Giang và xã Định Sơn
- Phía Đông giáp thị trấn Lai Cách
- Phía Nam giáp xã Cẩm Đông
- Phía Tây giáp xã Cẩm Phúc.

## Hành chính
Xã Tân Trường gồm các thôn: Tràng Kỹ, Quý Dương, Phú Xá, Tân Kỳ, Chi Thành, Mai Trung, Chi Mai.

## Giao thông
Xã Tân Trường nằm về phía cầu Ghẽ trên quốc lộ 5A (đoạn từ km40 đến km43). Xã cách trung tâm thành phố Hải Dương 9 km và cách Hà Nội 46 km.

## Kinh tế
Trước đây khu vực có dịch vụ chỉ rải rác nhỏ lẻ tại khu vực phố Ghẽ. Từ khi khu công nghiệp Tân Trường được thành lập (2006) thêm vào đó là khu công nghiệp Phúc Điền ở xã Cẩm Phúc và Cẩm Điền (cách 3 km) thì các dịch vụ phát triển một cách nhanh chóng như: dịch vụ phục vụ dân sinh, quán ăn, nhà hàng, karaoke, nhà trọ... phát triển không chỉ ở phố Ghẽ mà cả ở khá nhiều khu vực thôn xóm trong xã.